# The Gelug/Kagyu Tradition of Mahamudra
A The Gelug/Kagyu Tradition of Mahamudra (magyarul: A mahámudrá gelug/kagyü hagyománya) bemutatja a tibeti buddhizmus gelug, szakja és kagyü iskolái által megőrzött mahámudrá hagyományát, amely egy meditációs rendszerre utal a tudat mind konvencionális (hétköznapi) és legvégső természetére vonatkozóan. A gelug hagyományon belül a mahámudrá tanítás a gelug/kagyü vegyes hagyományt jelenti, amely az 1. pancsen láma mahámudrá-szövegére épül. A könyv a dalai láma két szövegmagyarázatát tartalmazza. Az első a pancsen láma szövegére vonatkozik, a második pedig a pancsen láma által készített saját szövegmagyarázatára. A könyv egy Alexander Berzin által készített mahámudrá ismertetővel kezdődik, a látszat és a valóság kapcsolatáról, a túlzott aggodalom és egyéb zavaró érzelmek leküzdésére szolgáló gyakorlati technikákról. Ezekben sok tanítás szerepel a tudat természetéről, a szamatha fejlesztéséről, a mahámudrá szútra és tantra szintjeiről, valamint a dzogcsen és az Anuttara-jóga tantra (más néven: legmagasabb jóga tantra) kapcsolatáról. A kezdő számára a mahamudra gyakorlatokkal legfeljebb a tudat konvencionális természete pillantható meg. A könyv bizonyos részeit érdemes újraolvasni a pontosabb megértés végett. A komoly szándékú gyakorlók számára igazi tanító nélkül nagyon nehézkes pusztán a könyv segítségével haladni.
Az angol nyelvű könyv előszavát Richard Gere, amerikai színész írta. A könyvnek magyar nyelvű kiadása nem jelent meg.

## Tartalma
A könyv négy részre van felosztva. Az első, több mint 70 oldalas bevezető részt a fordító, Alexander Berzin írta. A második rész maga az első pancsen láma (Loszang Csökji Gyelcen) eredeti 6 oldalas szövege, amelynek címe A Root Text for the Precious Gelug/Kagyu Tradition of Mahamudra: The Main Road of the Triumphant Ones (A mahámudrá drága gelug/kagyü hagyományának gyökérszövege). A harmadik rész a 14. dalai láma kommentárja, amely mintegy hatvan oldalas. A negyedi rész a 14. dalai láma kommentárja a pancsen láma saját szövegéhez fűzött eredeti kommentárjához. Ez a könyv legterjedelmesebb része a maga több mint 180 oldalával. A terjedelmes mű levégén a gyökérszöveg található eredeti tibeti nyelven.
A mahámudrá és a dzogcsen tanításokat nehéz kategorizálni, jóllehet úgy tekintenek rájuk, mint a tibeti buddhizmus tanításainak legcsúcsára. A nyingma hagyományban a dzsogcsen a gyakorlatok esszenciája. Ehhez hasonlóan a mahámudrá is magas rangot kapott ebben a könyvben, az anuttara-jóga tantrák teljesítési szintjéhez mérhető szintet. Másfelől a mahámudrát és a dzogcsent is tanítják kezdő gyakorlók számára, hogy gyors betekintést kapjanak a tudat természetébe. Ez nem jelenti azonban azt, hogy könnyű vagy egyszerű gyakorlatok lennének.